# 朱新建
朱新建（1953年—2014年2月10日），江苏省南京市人。中华人民共和国画家。

## 生平
1980年毕业于南京艺术学院美术系，留校任教、为中国美术家协会会员，获第六届全国美术作品展银质奖。2014年2月去世。

## 作品
有作品《除三害》、《老鼠嫁女》、《选美记》、《美人图》、《金元国历险记》、《皮皮鲁和鲁西西》等。

## 家庭
其子朱砂与作家王朔之女王咪结婚。